# Chicken Shack
I Chicken Shack sono un gruppo musicale britannico protagonista della scena del British blues. La formazione, che si richiama al Chicago blues filtrato attraverso la sensibilità inglese e impastato con sonorità rock, ha goduto di buona popolarità in patria sul finire degli anni sessanta.

## La formazione
Il primo embrione dei futuri Chicken Shack va ricercato nei Sound of Blue, un gruppo di rock and roll nato a Stourbridge nel 1964 che raccoglieva fra gli altri Christine Perfect, il bassista Andy Silvester e Chris Wood ai fiati (quest'ultimo sarebbe poi entrato nei Traffic). L'anno successivo il chitarrista Stan Webb prese con sé Andy Silvester dei Sound of Blue e radunò Alan Morley, Al Sykes, Hughie Flint e Dave Bidwell, formando così i Chicken Shack. Il gruppo, che si rifaceva alle sonorità del bluesman Freddie King, fece i primi passi andando a suonare per un paio d'anni nei locali di Amburgo – fra i quali lo Star-Club.

## La carriera
Al rientro in patria nel 1967 si aggregò alla formazione la tastierista Christine Perfect, e con lei fu registrato il primo album con l'etichetta Blue Horizon; il gruppo inoltre partecipò all'ottavo National Jazz & Blues Festival.
Nel 1969 i Chicken Shack divennero popolari con il loro singolo I'd Rather Go Blind, ma proprio allora la Perfect, dopo il matrimonio con John McVie e il suo passaggio nelle file dei Fleetwood Mac, lasciò il gruppo e venne sostituita da Paul Raymond, proveniente dai Plastic Penny. Sempre con la Blue Horizon incisero altri due album, ma l'ultimo dei due, Accept Chicken Shack, fece emergere dei dissidi musicali insanabili fra Webb e il produttore Mike Vernon, divergenze che portarono al divorzio fra il gruppo e la casa discografica. Inoltre la perdita di Christine Perfect si rivelò un colpo da cui i Chicken Shack non si sarebbero più ripresi.
La rottura con la Blue Horizon ebbe come conseguenza lo scioglimento temporaneo dei Chicken Shack, che però l'anno successivo fu ricostruito in forma di trio con una nuova line up composta da Stan Webb, il batterista Paul Hancox e il bassista John Glascock. Glascock passò poi ai Jethro Tull, sostituito da Bob Daisley, e i mutamenti si susseguirono finché Webb non sciolse i Chicken Shack per confluire, assieme a Kim Simmons e Miller Anderson, in una rinnovata formazione dei Savoy Brown.
Dopo due anni, i Chicken Shack risorsero con una nuova line up che ruotava attorno al chitarrista Stan Webb. La formazione comprendeva ora Paul Martinez, Steve York al basso, Robbie Blunt alla chitarra, Ed Spivock alle percussioni e Dave Winthrop ai sassofoni. Il gruppo partecipò a tour in patria e in Europa e registrò un album. Nell'ottobre del 1979 i Chicken Shack attraversarono di nuovo profondi cambiamenti. Paul Butler subentrò alla chitarra, Keef Hartley alla batteria e Bob Daisley fu richiamato per dare il suo contributo al basso.
Negli anni che seguirono il gruppo andò incontro a diversi rimaneggiamenti, con l'apporto di elementi provenienti dall'ambiente del blues inglese. Fra di essi, il bassista Andy Pyle, ex membro dei Juicy Lucy, dei Savoy Brown, dei Colosseum II, dei Kinks e di altre formazioni.

## Curiosità
- Stando alle parole di Wolf Hoffmann, chitarrista dei tedeschi Accept, il nome della sua band deriverebbe da quello dell'album Accept Chicken Shack (1970) del gruppo britannico, del quale il cantante Udo Dirkschneider era in possesso.

## Discografia

### Album principali
- 1968 – 40 Blue Fingers, Freshly Packed and Ready to Serve
- 1969 – 100 Ton Chicken
- 1969 – O.K. Ken?
- 1970 – Accept Chicken Shack
- 1972 – Imagination Lady
- 1973 – Unlucky Boy
- 1974 – Goodbye
- 1977 – Double
- 1977 – Stan the Man
- 1978 – The Creeper
- 1978 – That's the Way We Are
- 1979 – Chicken Shack
- 1980 – In the Can
- 1981 – Roadies Concerto
- 1998 – On Air
- 1999 – Chicken Shack Go Alive
- 2006 – I'd Rather Go Live
- 2008 – Stan Would Rather Go Live[5]

### Compilation
- 1977 – Golden Age of Pop Music 2
- 1977 – Golden Age of Pop Music
- 1970s – Best of Chicken Shack
- 1988 – Best of Chicken Shack
- 2003 – From the Vaults
- 2004 – The Very Best of Chicken Shack
- 2004 – Going Up, Going Down… The Anthology 1968-2001
- 2005 – East Wind: Chickenshack Best
- 2006 – Complete Blue Horizon Session
- 2006 – Poor Boy (The Deram Years 1972-1974)[6]